# اقلیم گرم‌دشت حاره‌ای

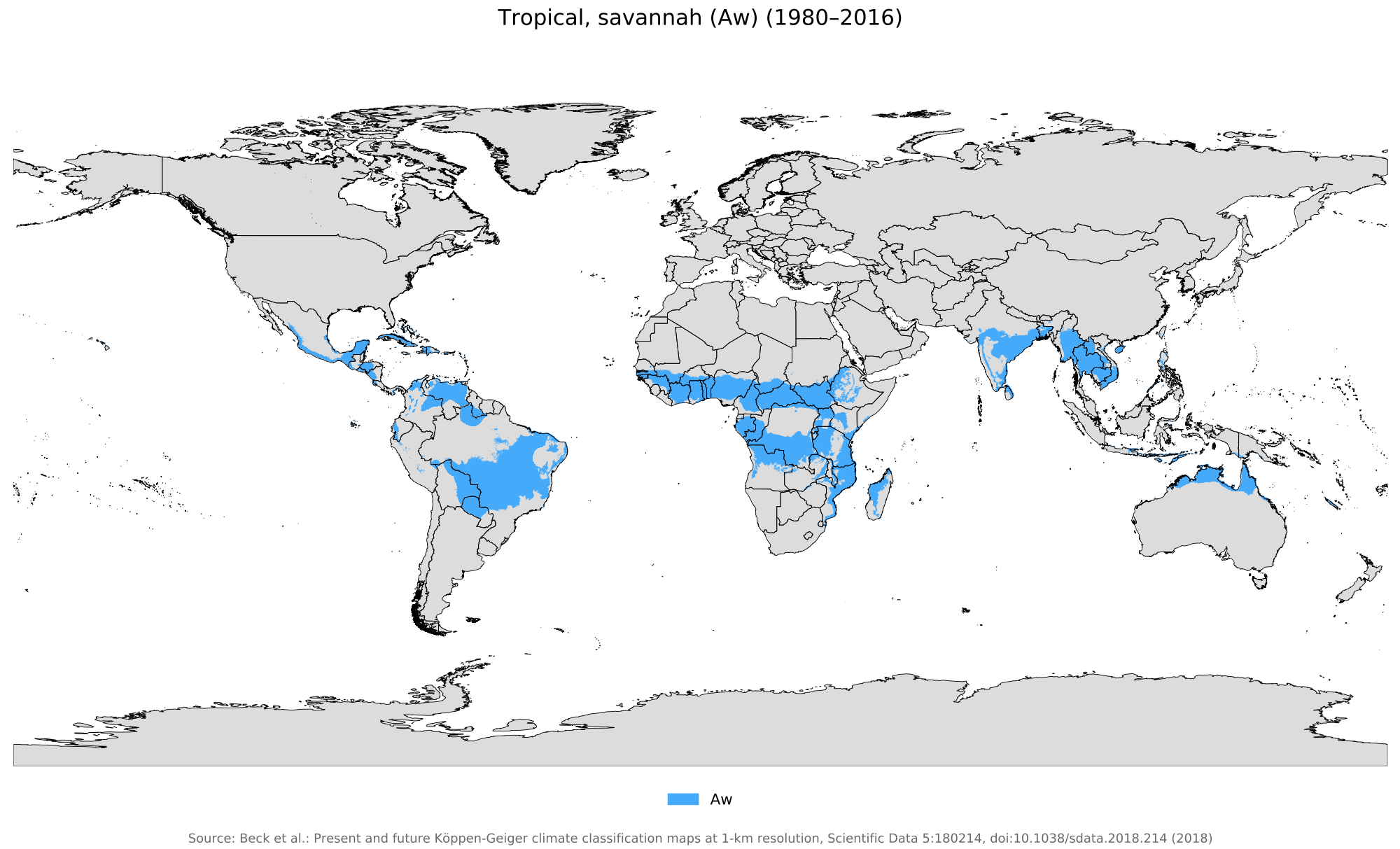
پراکندگی اقلیم گرم‌دشت حاره‌ای (Aw/As) یا اقلیم ساوان در جهان

اقلیم گرم‌دشت حارّه‌ای (به انگلیسی: Tropical savanna climate) یا اقلیم ساوانای حارّه‌ای که آب و هوای خشک و مرطوب حارّه‌ای نیز نامیده می‌شود، در طبقه‌بندی اقلیمی کوپن با Aw و As نشان داده شده می‌شود. اقلیم گرم‌دشتی دارای میانگین دمای ماهیانه بالای ۱۸ درجه سانتیگراد در هر ماه از سال است و خشک‌ترین ماه آن دارای بارش کمتر از ۶۰ میلی‌متر و میزان بارش خشک‌ترین ماه کمتر از یک بیست پنجم کل بارش سالانه است. این ویژگی آخر در تقابل با ویژگی اقلیم موسمی است، زیرا در اقلیم موسمی خشک‌ترین ماه بیشتر از یک بیست و پنجم کل بارش سالانه بارش دارد. اقلیم گرم‌دشتی ذاتاً نسبت به اقلیم موسمی باران کمتری به خود می‌بیند و فصل‌های خشک آن طولانی‌تر است. از نظر گیاهی و جانوری غنی است. از گونه‌های مشهور آن درختان بائوباب است.
سه نوع اصلی اقلیم در گروه A وجود دارد: اقلیم جنگل‌های بارانی حاره‌ای (Af)، اقلیم موسمی حاره‌ای (Am) و اقلیم گرم‌دشت حاره‌ای (Aw یا As). هر سه دسته در این اقلیم بر اساس بارش (P) خود طبقه‌بندی می‌شوند و Pdry نشان‌دهنده بارش در خشک‌ترین ماه سال است. در اقلیم جنگل‌های بارانی حاره‌ای، Pdry باید بزرگ‌تر یا مساوی ۶۰ میلی‌متر (۲٫۴ اینچ) باشد. در اقلیم موسمی حاره‌ای، Pdry باید در محدوده‌ای بین {\displaystyle (100-{\tfrac {mean\ annual\ precipitation\ in\ mm}{25}})} تا ۶۰ میلی‌متر (۲٫۴ اینچ) باشد. در اقلیم گرم‌دشت حاره‌ای یا اقلیم ساوانا نیز Pdry باید کمتر از {\displaystyle (100-{\tfrac {mean\ annual\ precipitation\ in\ mm}{25}})} باشد.
اقلیم‌های گرم‌دشت حاره‌ای عمدتاً بین عرض‌های جغرافیایی ۱۰ درجه و ۲۵ درجه شمالی- جنوبی و اغلب در حاشیه‌های بیرونی مناطق حاره‌ای وجود دارند. مناطق اصلی این اقلیم شامل آفریقای مرکزی، بخش‌هایی از آمریکای جنوبی و همچنین شمال و شرق استرالیا است. محدوده دمایی اقلیم ساوانا بین ۲۰ تا ۳۰ درجه سانتی‌گراد (۶۸ تا ۸۶ درجه فارنهایت) است. در تابستان دمای بین ۲۵ تا ۳۰ درجه سانتی‌گراد است، در حالی که در زمستان دما بین ۲۰ تا ۳۰ درجه سانتی‌گراد است اما همچنان بالاتر از میانگین ۱۸ درجه سانتی‌گراد باقی می‌ماند. میزان بارندگی سالانه بین ۷۰۰ تا ۱۰۰۰ میلی‌متر است. خشک‌ترین ماه‌ها معمولاً در زمستان است و کمتر (اغلب بسیار کمتر) از ۶۰ میلی‌متر بارندگی دارند.
مناطق دارای اقلیم ساوانا معمولاً دارای زمین‌های مسطح پوشیده از پوشش گیاهی مرتعی و درخت‌زارها هستند. این زیست‌بوم‌های علفزاری تقریباً ۲۰ درصد از سطح زمین را می‌پوشانند. انواع پوشش گیاهی مرتعی شامل علف رودز، چمن جو دوسر قرمز، چمن ستاره‌ای و علف لیمو است.